# Piazza di Santa Maria in Trastevere
Piazza di Santa Maria in Trastevere è una delle piazze più importanti di Roma situata nel centro del rione Trastevere.

## Storia
La piazza prende il nome dalla basilica di Santa Maria in Trastevere fondata nel III secolo da papa Callisto I e rinnovata nel XII secolo per volere di papa Innocenzo II. 
Al centro della piazza la fontana omonima, una delle più antiche di Roma, che nei secoli subì vari interventi di restauro di cui l'ultimo ad opera dell'architetto Carlo Fontana verso la fine del XVII secolo.
Sul lato meridionale si erge l'imponente Palazzo di San Callisto, del 1610-18, parte delle Zone extraterritoriali della Santa Sede in Italia.